# Chloropsina sydneyensis
Chloropsina sydneyensis är en tvåvingeart som först beskrevs av Malloch 1938.  Chloropsina sydneyensis ingår i släktet Chloropsina och familjen fritflugor. Inga underarter finns listade i Catalogue of Life.